# Tell Me When to Whoa
Tell Me When To Whoa je čtvrté studiové album kapely Bowling for Soup. Bylo vydáno v červnu 1998 a později znovu vydáno roku 1999.

## Seznam skladeb
| Pořadí | Název          | Autor                                 | Délka |
| ------ | -------------- | ------------------------------------- | ----- |
| 1.     | Suckerpunch    | Jaret Reddick                         | 3:19  |
| 2.     | Soho           |                                       | 4:57  |
| 3.     | You and Me     | Reddick                               | 4:41  |
| 4.     | Dance with You | Reddick                               | 3:34  |
| 5.     | Belgium        | Erik Chandler, Reddick, Eric Delegard | 3:31  |
| 6.     | Everything     |                                       | 2:18  |
| 7.     | Andrew         | Reddick                               | 2:05  |

| Znovuvydání 1999 | Znovuvydání 1999                            | Znovuvydání 1999 | Znovuvydání 1999 |
| Pořadí           | Název                                       | Autor            | Délka            |
| ---------------- | ------------------------------------------- | ---------------- | ---------------- |
| 1.               | The Bitch Song (první píseň na znovuvydání) | Reddick          | 3:21             |
| Celková délka:   | Celková délka:                              | Celková délka:   | 24:25            |

## Osoby
- Jaret Reddick - zpěv, kytara
- Chris Burney - kytara, doprovodné vokály
- Lance Morril - bicí, doprovodné vokály
- Erik Chandler - basová kytara, doprovodné vokály